# 온양고등학교
온양고등학교(溫陽高等學校)는 대한민국 충청남도 아산시 온천동에 위치한 공립 고등학교이다.

## 학교 연혁
- 1951년 9월 28일 : 온양고등학교 개교(6학급)
- 1954년 12월 12일 : 온천동 현 교사로 이전
- 2017년 3월 1일 : 과학중점학교 신규 지정
- 2024년 9월 1일 : 제29대 박환종 교장 취임
- 2025년 1월 10일 : 제74회 졸업식(졸업생 317명, 졸업생 누계 23,825명)
- 2025년 3월 4일 : 2025학년도 입학(신입생 325명)

## 참고 자료
- 온양고등학교 - 한국교육학술정보원 학교알리미